# Barraca de cucurrull

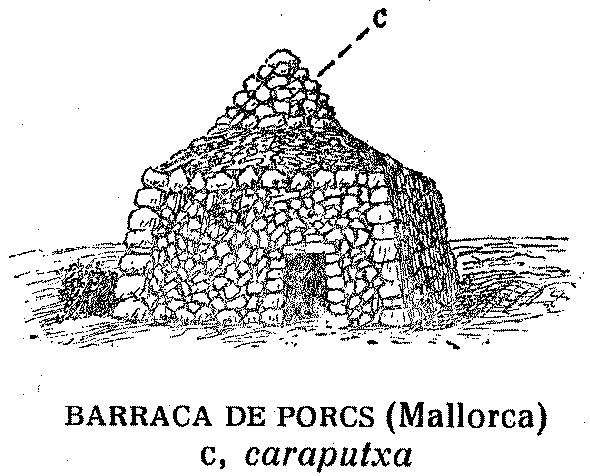
Imatge d'una barraca de porcs extreta del DCVB

La barraca de cucurrull o de porcs és una construcció formada per una coberta de pedra la planta del qual pot ser circular, quadrada o rectangular. La coberta és en falsa cúpula i empra el recurs de les petxines per passar de planta quadrada a rectangular a la cúpula. A sobre s'hi posa una capa de call vermell.